# Teigafjall
Teigafjall è una montagna alta 825 metri sul mare situata sull'isola di Kunoy, appartenente all'arcipelago delle Isole Fær Øer settentrionali, amministrativamente parte della Danimarca.
È la seconda cima dell'isola e la quinta dell'intero arcipelago per altezza.
La montagna è posizionata molto vicino all'ex-villaggio di Skarð, abbandonato nel 1913 quando tutta la popolazione maschile morì in seguito ad un naufragio; nella mappa dell'isola è indicata avente un'altezza di 822 metri.

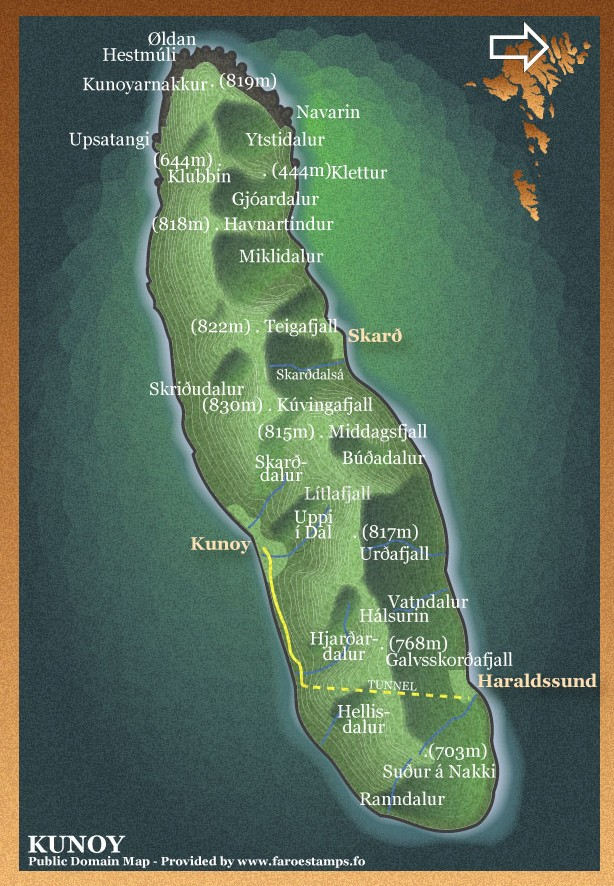
mappa dell'isola con monti, alture e villaggi